# Гемюнден-на-Майні
Гемюнден-ам-Майн (нім. Gemünden am Main) — місто в Німеччині, розташоване в землі Баварія. Підпорядковане адміністративному округу Нижня Франконія. Входить до складу району Майн-Шпессарт.
Площа — 75,09 км2. Населення становить 10 006 ос. (станом на 31 грудня 2020).